# Pallavolo ai Giochi centramericani e caraibici - Torneo maschile
Il torneo maschile di pallavolo ai Giochi centramericani e caraibici si svolge con una cadenza di ogni quattro anni durante i Giochi centramericani e caraibici. Introdotto ai giochi nel 1930, alla competizione partecipano un totali di otto squadre appartenenti alla fascia centramericana e caraibica.

## Edizioni
| Edizione      | Edizione                   |  | Podio           | Podio           | Podio           |
| Anno          | Organizzatore              |  | Campione        | Seconda         | Terza           |
| ------------- | -------------------------- |  | --------------- | --------------- | --------------- |
| 1930 Dettagli | L'Avana                    |  | Messico         | Cuba            | El Salvador     |
| 1935 Dettagli | San Salvador               |  | Messico         | Porto Rico      | Cuba            |
| 1938 Dettagli | Panama                     |  | Porto Rico      | Messico         | Cuba            |
| 1946 Dettagli | Barranquilla               |  | Cuba            | Porto Rico      | Messico         |
| 1950 Dettagli | Città del Guatemala        |  | Messico         | Cuba            | Porto Rico      |
| 1954 Dettagli | Città del Messico          |  | Messico         | Porto Rico      | Cuba            |
| 1959 Dettagli | Caracas                    |  | Messico         | Venezuela       | Porto Rico      |
| 1962 Dettagli | Kingston                   |  | Messico         | Rep. Dominicana | Venezuela       |
| 1966 Dettagli | San Juan                   |  | Cuba            | Venezuela       | Messico         |
| 1970 Dettagli | Panama                     |  | Cuba            | Venezuela       | Messico         |
| 1974 Dettagli | Santo Domingo              |  | Cuba            | Messico         | Rep. Dominicana |
| 1978 Dettagli | Medellín                   |  | Cuba            | Venezuela       | Messico         |
| 1982 Dettagli | L'Avana                    |  | Cuba            | Messico         | Venezuela       |
| 1986 Dettagli | Santiago de los Caballeros |  | Cuba            | Rep. Dominicana | Porto Rico      |
| 1990 Dettagli | Città del Messico          |  | Cuba            | Messico         | Venezuela       |
| 1993 Dettagli | Ponce                      |  | Cuba            | Porto Rico      | Venezuela       |
| 1998 Dettagli | Maracaibo                  |  | Cuba            | Messico         | Venezuela       |
| 2002 Dettagli | San Salvador               |  | Porto Rico      | Messico         | Venezuela       |
| 2006 Dettagli | Cartagena de Indias        |  | Porto Rico      | Cuba            | Venezuela       |
| 2010 Dettagli | Mayagüez                   |  | Porto Rico      | Venezuela       | Messico         |
| 2014 Dettagli | Veracruz                   |  | Rep. Dominicana | Porto Rico      | Cuba            |
| 2018 Dettagli | Barranquilla               |  | Porto Rico      | Colombia        | Messico         |
| 2023 Dettagli | San Salvador               |  | Cuba            | Rep. Dominicana | Porto Rico      |

## Medagliere
| Pos. | Squadra         | 1º posto | 2º posto | 3º posto | Totale |
| ---- | --------------- | -------- | -------- | -------- | ------ |
| 1    | Cuba            | 11       | 3        | 4        | 18     |
| 2    | Messico         | 6        | 6        | 6        | 18     |
| 3    | Porto Rico      | 5        | 5        | 4        | 14     |
| 4    | Rep. Dominicana | 1        | 3        | 1        | 5      |
| 5    | Venezuela       | 0        | 5        | 7        | 12     |
| 6    | Colombia        | 0        | 1        | 0        | 1      |
| 7    | El Salvador     | 0        | 0        | 1        | 1      |